# Peter von Spaur
Peter (I.) von Spaur (* 1345; † 1424) Landeshauptmann an der Etsch sowie Hauptmann des Bistums Trient. Er war einer der vermögendsten und einflussreichsten Tiroler Adeligen seiner Zeit, der als berüchtigter Kriegsherr in die Geschichte einging, und die Tiroler Linie des Adelsgeschlechts der Spaur gründete. 

## Leben

### Herkunft
Peter war der zweitgeborene Sohn von Balthasar von Burgstall-Spaur und seiner Gattin Agnes(e) von Castelbarco. Als Geburtsjahr wird in der Literatur das Jahr 1345 angegeben. Er wurde vermutlich auf Schloss Kleinspaur (italienisch Castel Sporo Rovina) geboren, mit dem sein Großvater Volkmar von Burgstall 1333 belehnt worden war und das im Besitz seines Vaters Balthasar war.

### Früher Lebensweg
Erstmals urkundlich erwähnt wurde er zusammen mit seinem Bruder Matthias, der auch als Matthäus dokumentiert ist, 1362 als Peter von Burgstall. Laut dem Dokument wurde ein Albertino di Sporo aus dem Geschlecht der Altspaur aus Spormaggiore am Nonsberg zum Vikar der beiden Brüder ernannt. In den folgenden Jahren festigten die beiden Brüder den Familienbesitz. 1371 verzichtete Simon von Thun, Herr von Schloss Bragher und Gatte der noch minderjährigen Catherina von Spaur sowie Schwester der beiden Spaurer, Ansprüche auf den Spaurischen Besitz geltend zu machen. 1382 war Peter von Spaur Vikar des Tridentiner Fürstbischofs Albert von Ortenburg auf dem Nons- und Sulzberg.
1386 heiratete er die Witwe Konrads von Botsch, Dorothea von Laatsch. Durch seine Heirat erhielt Peter umfangreiche Besitzungen in Tramin. Als Vormund und Stiefvater der beiden Söhne seiner Gemahlin sicherte er sich später auch den Anspruch auf deren Besitz, darunter die Haderburg bei Salurn. 1389 kaufte er von seinem Cousin Heinrich, dem Sohn seines Onkels Matthäus von Burgstall-Flavon, dessen Anteile an der Grafschaft und der Burg Flavon. Bereits vorher war er vom Bischof mit Schloss Nanno belehnt worden. Zwei Jahre später bestätigte ihm der neue Fürstbischof des Hochstifts Trient, Georg von Liechtenstein, die Gerichtsbarkeit über Fai und über verschiedene Zehnten im Etschtal nördlich von Trient, wie Zambana. Das Lehen über Schloss Nanno gab er dagegen zurück. Er sollte es sich 1411 im Zuge des von Herzog Friedrich IV. geführten Konfliktes mit Heinrich VI. von Rottenburg mit Waffengewalt wieder aneignen.
1393 wurde ihm das Lehen über Flavon von Herzog Albrecht III. von Österreich und nach dessen Tod die Lehen über Flavon, Kleinspaur und Metz von Herzog Leopold IV. von Österreich bestätigt. 1394 wurde Peter von Spaur zum bischöflichen Vikar der Judikarien ernannt. Nach dem Tod seiner Frau Dorothea 1396 wurde ihr Erbe auf seinen Stiefsohn Gabein von Botsch und auf seine aus der Ehe hervorgegangenen Söhne Georg und Johann von Spaur gleichmäßig aufgeteilt. Im Jahr darauf erteilte ihm Kardinal Francesco Carbone die Erlaubnis für eine Pilgerfahrt in das Heilige Land und dem Besuch der Grabeskirche in Jerusalem.

### Appenzellerkrieg
1403 schloss er sich mit Heinrich VI. von Rottenburg, Hofmeister auf Tirol und Hauptmann an der Etsch, und mit Osanna von Starkenberg, der Witwe von Sigmund von Starkenberg und Vormund ihrer noch unmündigen Söhne zu einem ersten Adelsbund zusammen. Nach der Intervention der Habsburger im gleichen Jahr im Appenzellerkrieg, wurde Peter von Spaur 1404 anstelle des in den Krieg gezogenen Rottenburgers zum Hauptmann an der Etsch ernannt. Später folgte der Spaurer seinem Bündnispartner nach. Beim Versuch die in das Oberinntal vorgestoßenen Bundestruppen aufzuhalten, wurde ein von ihm angeführtes Tiroler Aufgebot im Juni 1406 an der Innbrücke bei Zams in die Flucht geschlagen. Wenige Monate danach gab er das Amt des Hauptmanns an der Etsch im Oktober 1406 wieder an Heinrich VI. von Rottenburg ab.

### Unterstützung Belenzanis
Als einer der vier Hauptleute stand Peter von Spaur an der Spitze des im März 1407 von Heinrich VI. von Rottenburg gegründeten Falkenbundes. Dem Bund trat auch eine Delegation der Stadt Trient bei, deren Bürger sich im Monat zuvor gegen Fürstbischof Georg von Liechtenstein erhoben hatten. Im anschließenden Machtkampf im Hochstift Trient zwischen Herzog Friedrich IV., seinem Stellvertreter Heinrich VI. von Rottenburg, den Aufständischen unter Führung von Rodolfo Belenzani und dem Bischof ergriff der seit August 1407 zum Hauptmann des Hochstifts ernannte Peter von Spaur für Belenzani Partei. Nach der Verhaftung Belenzanis im Oktober 1407 durch die Männer des Rottenburgers bürgte er mit 25.000 Dukaten für den Anführer der Aufständischen und bot ihm womöglich sogar Zuflucht auf seiner Burg. Die Gründe dafür bleiben im Dunkeln. Reich und andere Autoren führen eine Freundschaft zwischen Belenzani und dem Spaurer an, ohne dies weiter auszuführen. Bellabarba vermutet, dass Teile des Adels sich mit den Aufständischen verbunden fühlten. Ausserer spricht in dem Zusammenhang über Peter von Spaur als einen skrupellosen, gewalttätigen Machtmenschen, der seinen eigenen Interessen nachging. Nach Mosca versuchte Peter von Spaur, wie andere Adelige aus dem Nonstal, aus dem Aufstand von 1407 und dem aus dem Konflikt zwischen Fürstbischof und Landesfürst entstandenen Machtvakuum zu profitieren und seine eigene Position im Tal auszubauen.
Die Gefangennahme und Freilassung Belenzanis belastete das Verhältnis mit dem Landesfürsten Herzog Friedrich IV. Peter von Spaur wurde deswegen später auch vom Herzog angeklagt. Als Belenzani Anfang Jänner 1408 nicht wie vereinbart vor Gericht erschien, wurde Peter von Spaur mit einem seiner Söhne verhaftet. Erst nach heftigen Protesten einiger tridentinischer Adeliger wie den Lodron und den Arco wurde er und sein Sohn freigelassen, musste aber zugleich versprechen den Landesfürsten in Zukunft im Kampf gegen die Aufständischen zu unterstützen. Dennoch wurde ihm später von Friedrich IV. vorgeworfen bei der endgültigen Niederschlagung des Aufstands 1409 Belenzani militärisch unterstützt zu haben. Anschuldigungen die er jedoch zurückwies.

### Rottenburger Fehde
Aus dem politischen Chaos im Hochstift Trient versuchte nun auch Heinrich VI. von Rottenburg Kapital zu schlagen. Der Rottenburger schreckte auch nicht davor zurück 1409 einen Mordanschlag auf seinen ehemaligen Verbündeten Peter von Spaur auszuüben. In der anschließenden Rottenburger Fehde mit Herzog Friedrich IV. unterstützte Peter den Landesfürsten. In dem Konflikt gelang es ihm seinen Herrschaftsbereich auf dem Nonsberg auf Kosten des Rottenburgers auszudehnen. Mehrere Burgen wurden mit Waffengewalt eingenommen. Nach dem Tod Heinrichs 1411 war Peter von Spaur einer der bedeutendsten und einflussreichsten Adeligen im Hochstift Trient und hatte sich die Gunst des Herzogs erworben. Schon einige Jahre zuvor wurde er zum Hauptmann an der Etsch, im Inntal und im Hochstift Trient ernannt.

### Habsburger Bruderzwist
Nachdem 1415 über Friedrich IV. wegen seiner Unterstützung des Gegenpapstes Johannes XXIII. im Konstanzer Konzil die Reichsacht verhängt worden war, riefen die Tiroler Adeligen unter Führung von Peter von Spaur den Bruder Friedrichs, Herzog Ernst I. von Österreich, genannt „der Eiserne“, ins Land, der die Regierungsgeschäfte der Grafschaft übernehmen sollte. Im anschließenden Bruderzwist zwischen den beiden Habsburgern um die Grafschaft wurde Peter von Spaur von Herzog Ernst unterstützt. Peter nutzte dies aus und übte nach Ausserer eine „Schreckensherrschaft“ auf dem Nonsberg aus. Er eroberte eine Reihe von Burgen, die sich in den Händen von den Anhängern Friedrichs IV. befanden, darunter die Burgen Altspaur, Belasi, Visione, Rocchetta, Coredo, Livo und Mollaro.
Zugleich wollte er nicht alle Brücken mit Friedrich IV. abbrechen und nahm für ihn Kontakt mit dem Dogen Tommaso Mocenigo auf, um die Republik Venedig für ein Bündnis zu gewinnen. Das hielt Friedrich IV. jedoch nicht davon ab, ihn im Frühjahr 1416 als Landeshauptmann an der Etsch abzusetzen. Einige Monate später war der Streit zwischen den beiden Habsburgern nach dem Tod ihres älteren Bruders Leopold IV. und der Aufteilung des Landes geschlichtet.

### Spaurer Fehde
1418 brach der bewaffnete Konflikt mit Herzog Friedrich IV. im Hochstift Trient erneut auf. Auslöser war die Rückkehr Georg von Liechtensteins auf den Bischofsstuhl in Trient im Oktober 1418. Peter von Spaur trat in ein Bündnis mit dem Bischof und Paris von Lodron gegen den Landesfürsten ein. Friedrich hatte sich mit den Herren von Arco und den Herren von Vilanders verbündet. Vinciguerra und Anton von Arco, die mit der Kriegsführung betraut worden waren, riefen die Venezianer zu Hilfe, während der Lodron Unterstützung von den Malatesta erhielt. Zudem wurden Söldnertruppen angeworben, so dass der Konflikt über eine lokal begrenzte Auseinandersetzung hinausging. Das Kriegsglück lag zunächst auf Seiten des Bischofs und seiner Verbündeten. Nach der Eroberung der Veste Visione am Eingang des Nonsbergs eroberte der Spaurer mit seinen Söhnen weitere Gebiete auf dem Nonsberg. Gegen Ende 1418 startete Friedrich IV. eine Gegenoffensive und marschierte auf die Stadt Trient, worauf der Bischof auf die Burg Neuspaur flüchtete. Mit venezianischer Hilfe gelang es währenddessen den Herren von Arco die Judikarien zu erobern. Im Jänner 1419 schloss Peter von Spaur einen Waffenstillstand mit dem Herzog, der sich allerdings als brüchig erweisen sollte. Erst ein mit der Herzogin Anna von Braunschweig, der Gemahlin Friedrichs, ausgehandelter Waffenstillstand im April 1419 brachte die Kämpfe weitgehend zum Erliegen. Zu einem endgültigen Frieden zwischen Peter von Spaur und Friedrich IV. kam es aber weder nach dem Tod des Bischofs im August 1419 auf Burg Neuspaur noch nach einer Vermittlung durch die Herzöge Albrecht V. und Ernst I. von Österreich im April 1420. Friedrich hielt Peter von Spaur Raubrittertum, exzessive Gewalt und vor allem Verrat vor. Letzterer verteidigte sich, indem er entgegenhielt, dass er „Auge um Auge und Zahn um Zahn“ auf die Gewalt reagiert habe. Auf die Anschuldigung des Verrats erwiderte er, dass die von ihm eroberten Gebiete zum Hochstift Trient gehörten und damit nicht dem Tiroler Landesfürsten unterstanden hätten. Erst nach einem weiteren Vermittlungsversuch, diesmal durch den Herzog von Mailand Filippo Maria Visconti, im September 1420 nahmen die beiden Kontrahenten Friedensverhandlungen auf.
Am 10. Dezember 1420 kam unter dem Schiedsgericht von Bertold von Bückelsburg, Bischof von Brixen, und Johannes von Isny, zu dieser Zeit Fürstelekt des Fürstbistums Trient, ein Friedensabschluss zustande. Darin wurden Peter von Spaur und seinen Söhnen die ihnen von Friedrich IV. zugestandenen Lehen zugesichert. Zugleich wurde ihnen auferlegt, den während des Krieges einverleibten Besitz zurückzuerstatten.

### Tod und Nachleben
Möglicherweise starb er 1424. In einer mit 9. April 1424 datierten Urkunde werden Johann und Georg von Spaur als die Söhne des verstorbenen Peter von Spaur erwähnt. Letztere hatten dem Friedensvertrag von 1420 nicht ihre Zustimmung erteilt. 1425 flammte der Zwist der beiden Brüder mit Friedrich IV. erneut auf. Letzterer forderte die Herausgabe von Schloss Altspaur. Im gleichen Jahr beschlagnahmte der Richter von Tramin im Auftrag des Herzogs alle Einnahmen wie Zinsen und Zehnten die Georg und Hans von Spaur aus ihren dortigen Gütern bezogen. Erst im Jahr darauf wurde eine Einigung gefunden, nach der der Status „quo ante bellum“ wieder hergestellt werden sollte.